# Haleburg
Haleburg es un pueblo ubicado en el condado de Henry en el estado estadounidense de Alabama. En el censo de 2000, su población era de 108.

## Demografía
En el 2000 la renta per cápita promedia del hogar era de $ 25.500$, y el ingreso promedio para una familia era de 28.750$. El ingreso per cápita para la localidad era de 11.657$. Los hombres tenían un ingreso per cápita de 30.417$ contra 21.250$ para las mujeres.

## Geografía
Haleburg está situado en 31°24′32″N 85°8′10″O / 31.40889, -85.13611 (31.408960, -85.136035).
Según la Oficina del Censo de los EE. UU., la ciudad tiene un área total de 3.84 millas cuadradas (9.94 km²).